# Ranunculus crassifolius
Ranunculus crassifolius är en ranunkelväxtart som först beskrevs av Franz Josef Ivanovich Ruprecht, och fick sitt nu gällande namn av Grossheim. Ranunculus crassifolius ingår i släktet ranunkler, och familjen ranunkelväxter. Inga underarter finns listade i Catalogue of Life.